# Doopsgezinde Gemeente Uithuizen

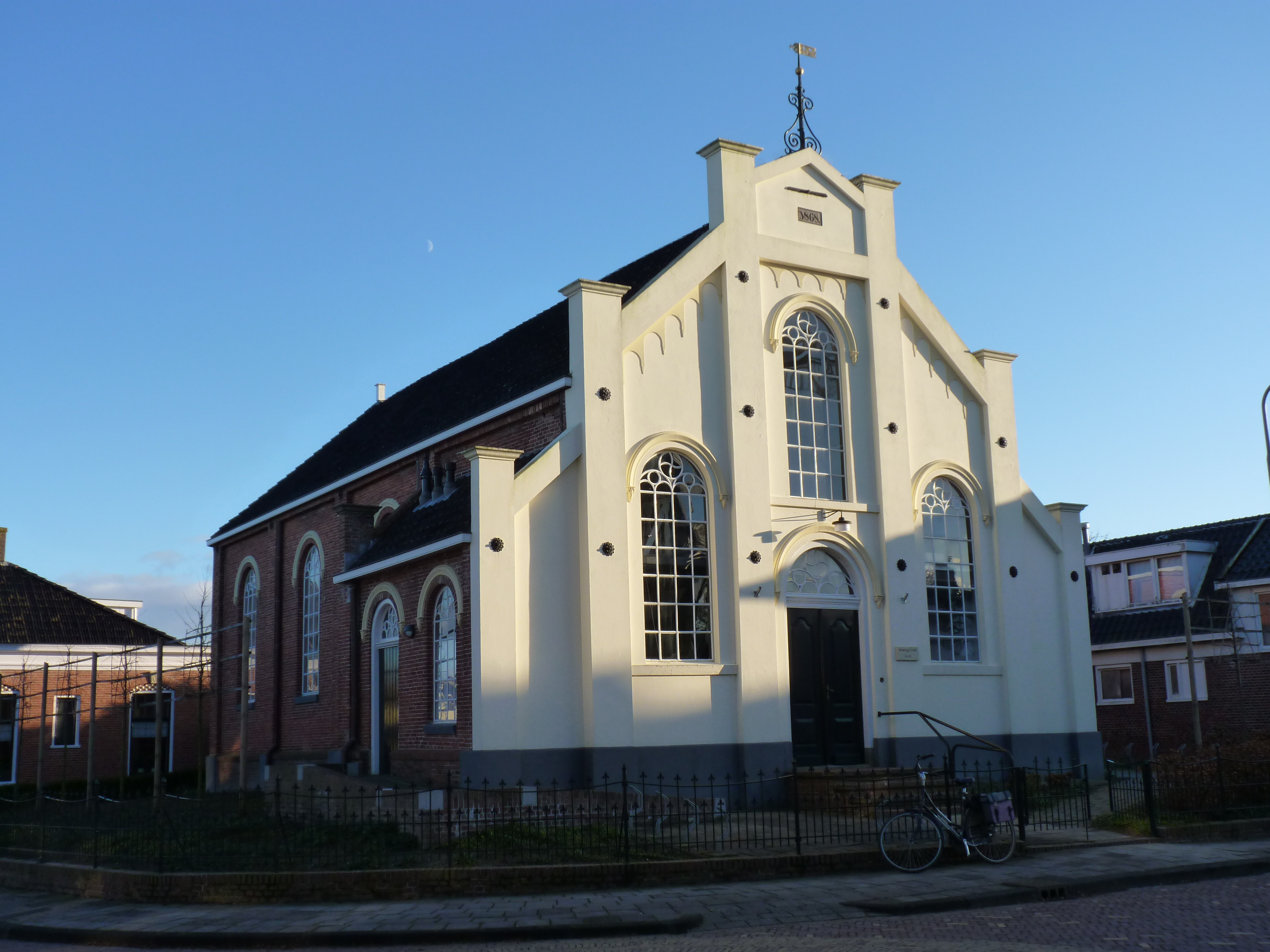
De Doopsgezinde kerk in Uithuizen

De Doopsgezinde Gemeente Uithuizen is een doopsgezind kerkgenootschap in Uithuizen in de Nederlandse gemeente Het Hogeland.

## Geschiedenis
Omstreeks 1560 woonden rond Uithuizen al Dopersen, die in het geheim bijeenkwamen. Vanaf dat jaar werden zij in de Ommelanden erg vervolgd en in 1567 kreeg Claes Lucht uit 't Zandt de opdracht om hen te verdrijven. Claes en consorten traden met gewapende krijgslieden beestachtig op tegen Mennonieten te Uithuizermeeden en Uithuizen. Dat optreden was zelfs de autoriteiten te bar. Hij werd gevangengenomen en verbannen.
Het ontstaan als zodanig van een Doopsgezinde Gemeente in Uithuizen ligt waarschijnlijk tussen 1600 en 1630. De leden kwamen dan regelmatig en georganiseerd in het geheim bijeen in boerderijen, waarvan de bezitters Doopsgezind waren. In 1636 probeerden de jonkers Gosen Schaffer van Almersma en Rudolf Ausma van Engersum paal en perk te stellen aan deze bijeenkomsten. In 1686 is in officiële zin sprake van een Doopsgezinde Gemeente te Uithuizen. De Gemeente behoorde destijds tot de Oude Vlamingen, die conservatief waren in gebruiken en orthodox in de leer van Menno Simons.
In een ruilingsacte uit 1735 staat dat de Vermaning (zo noemden Doopsgezinden hun kerk meestal) reeds stond op de huidige plek. Vervolgens werd 1784 een pastorie gebouwd op de hoek van de Mennonietenkerkstraat en de Hoofdstraat West.
Tussen 1800 en 1840 waren er slechts enkele doopsgezinden en leidde de gemeente een slapend bestaan. Het kerkgebouwtje verkeerde in een zeer vervallen staat en er werden geen diensten meer gehouden. Vanaf 1840 leefde de gemeente weer op. Het aantal leden nam toe en in 1868 besloot het kerkbestuur om het oude kerkje te verbouwen en te vergroten. Dat kostte toen ongeveer 4.000 gulden. In 2004 vond er een ingrijpende restauratie plaats, die mogelijk is gemaakt door een legaat van een van de gemeenteleden.
Tot in 1840 namen liefdepredikers, oudsten of leraars de godsdienstoefeningen waar. De oudst bekende naam is die van Tjaart Pieters (1693-1776), landbouwer op Takuma en begraven bij de Jacobikerk. Hij was 44 jaar leraar van de gemeente. In 1840 kwam de eerste gestudeerde leraar, Abraham Jacobus Pesch. Een bekende Doopsgezinde predikant uit de 20e eeuw is dominee M.J.J. Gaaikema, vader van de cabaretier Seth Gaaikema. Ds. Gaaikema was een van de voornaamste initiatiefnemers van de oprichting van 't Oldörp, de latere Volkshogeschool. Hij was ook actief in het Departement Uithuizen van de 'Maatschappij tot Nut van 't Algemeen'. Ds. Plantinius was in 1846 een van de oprichters van dit Departement.

## Kerkgebouw
Het kerkgebouw is een zaalkerk, gebouwd in een sobere eclectische stijl. Dit betekent dat er twee of meer historische stijlen gecombineerd zijn. De architect is niet bekend, maar er bestaat een vermoeden dat het Oeds de Leeuw Wieland uit Loppersum geweest kan zijn. Dit is af te leiden uit zijn werkgebied en bouwstijl.
Aan de buitenkant valt de symmetrische voorgevel op, verdeeld in vlakken door zes pilasters, waarin gietijzeren rozetankers. De rondboogvensters hebben 'wenkbrauwogen'. Aan de voorkant zijn twee uitbouwen. In de ene woonde de koster en de andere was een bergplaats voor turf en dergelijke.
De kerk is beschermd als Rijksmonument.

## Interieur
In het interieur vallen het houten tongewelf, de ijzeren trekstangen en de luchtroosters op. Rond 1950 zijn de kerkbanken verwijderd en kwamen er stoelen in de kerk. In 2013 zijn nieuwe stoelen aangeschaft. Opvallend is de vloer, gemaakt van granito, dat bestaat uit marmerkorrels of korrels van ander materiaal die in cement of klei zijn gedrukt en gepolijst. In Nederland zijn deze vloeren vanaf de tweede helft van de 19e eeuw op grote schaal aangelegd.

### Preekstoel
Bij Doopsgezinden was het vooral op het platteland, oorspronkelijk gebruikelijk om "uit de Bank" te preken. Dat was een niet-verhoogde bank of een rij stoelen achter een schot voor in de kerk. De huidige preekstoel dateert waarschijnlijk uit omstreeks 1840 en is gebouwd in een neoklassieke stijl. Het uiterlijk vertoont overeenkomsten met die in de Mariakerk in 't Zandt. Het materiaal is een eenvoudige houtsoort, in imitatie-eiken geschilderd.

### Orgel
Vroeger was er geen kerkorgel te vinden in de Vermaning. De gemeente zong met begeleiding van de voorganger. Pas rond 1900 werd een harmonium aangeschaft, dat in 1916 vervangen is door een nieuw pijporgel van de Rotterdamse orgelbouwer Adriaan Standaart (1882-1958). Het heeft een pneumatische tractuur, één manuaal, acht registers en een aangehangen pedaal. In 1937 is de handpomp vervangen door een elektrische windmachine.
Bij de monumentenstatus van het kerkgebouw zijn het orgel en de kas niet inbegrepen, omdat zij door de Rijksdienst voor het Cultureel Erfgoed als "niet van waarde uit het oogpunt van monumentenzorg" beschouwd worden. Omdat het een van de weinige nog originele orgels van dit type in Nederland is, met een karakteristieke lichte klank, werd toch lokaal een inzamelingsactie georganiseerd, zodat Mense Ruiter het orgel in 1998-1999 grondig kon restaureren.